# Borneonina retrorsa
Borneonina retrorsa är en mångfotingart som beskrevs av Jeekel 1963. Borneonina retrorsa ingår i släktet Borneonina och familjen orangeridubbelfotingar. Inga underarter finns listade i Catalogue of Life.